# کلیسای وارطان مقدس، کوکی
کلیسای وارطان مقدس، کوکی (ارمنی: Սուրբ Վարդան եկեղեցի (Կուքի) (Սուրբ Նահատակաց եկեղեցի)) یک کلیسا متعلق به کلیسای حواری ارمنی واقع در شهر کوکی، جمهوری خودمختار نخجوان در جمهوری آذربایجان می‌باشد. ساخت و ساز این ساختمان در سده‌های ۱۰–۱۲ام میلادی به پایان رسید. این بنا به سبک معماری ارمنی طراحی شده‌است.